# ريو كوارتو (كانتون)
ريو كوارتو هي كانتون في محافظة الأخويلا في كوستاريكا. تقع المدينة الرئيسية في مقاطعة ريو كوارتو.